# Warkworth (Új-Zéland)
Warkworth új-zélandi település a Northland-félszigeten, Aucklandtől 64 kilométerre északra, az új-zélandi 1-es főút mentén, a Mahurangi Harbour nevű tengeröböl végpontjánál található. Közigazgatásilag Auckland régióban helyezkedik el.
Lakossága a 2006-os népszámlálás szerint 3270 fő volt, 15,7%-kal több, mint öt évvel korábban.
Warkworth környékét Kowhai Coast-nek is nevezik az Új-Zélandon őshonos kowhai növénynemzetség (Sophoreae) után. A kowhai virágát sokan Új-Zéland nemzeti virágjának tartják, bár ilyen hivatalos státusa nincsen. Warkworth városában minden tavasszal egy hetes kowhai fesztivált tartanak.
A várostól 5 kilométerre délre építették ki az 1960-as években Új-Zéland fő műholdas kommunikációs központját.

## Földrajza
A városka a Mahurangi River partjain épült ki, ami tulajdonképpen egy brakkvízű folyótorkolat, ami régebben a kisebb hajók, csónakok számára jó kikötési lehetőségeket biztosított. A bele ömlő kis vízfolyást több helyen felduzzasztották a malmok számára. A Mahurangi River a Mahurangi Harbourbe torkollik, ami egy szűk tengeröböl, jó kikötési lehetőségekkel és a maga részéről a nyílt tenger felé a Hauraki-öbölbe vezet.

## Története
Warkworth neve eredetileg Browns Mill volt, egy ott épített malom után. A települést 1853-ban alapította John Anderson Brown, aki később a northumberlandi Warkworth után nevezte el a falut. A gyarmati kormányzat is ekkor kezdett földeket árusítani a környéken. John Anderson Brown maga 62 hektár, majd a lánya 33 hektár földet vásárolt, és megkezdték a település utcáinak parcellázását.
A város lakói eredetileg főleg kauri kitermelésével, a kaurifa elsődleges feldolgozásával, gabona őrlésével és csónakkészítéssel foglalkoztak.
1943-ban a településen és környékén az Egyesült Államok hadserege huszonöt katonai tábort hozott létre a szigetek elleni japán támadás megakadályozására. A japán támadás elmaradásával az itteni bázis nagyrészt a csendes-óceáni harcokra készülő amerikai csapatok gyakorlóterepe lett. A helyi lakosság szívesen fogadta a katonákat.

## Warkworth múzeuma
Az új-zélandi 1-es főút mentén, Warkworthtől délre, a Parry Kauri Parkkal közös parkoló mellett található, nagyrészt helyi erőkkel fenntartott múzeum bemutatja a környék természeti érdekességeit, a település történetét, a helyi lakosok maori tárgyú és egyéb gyűjteményeit.

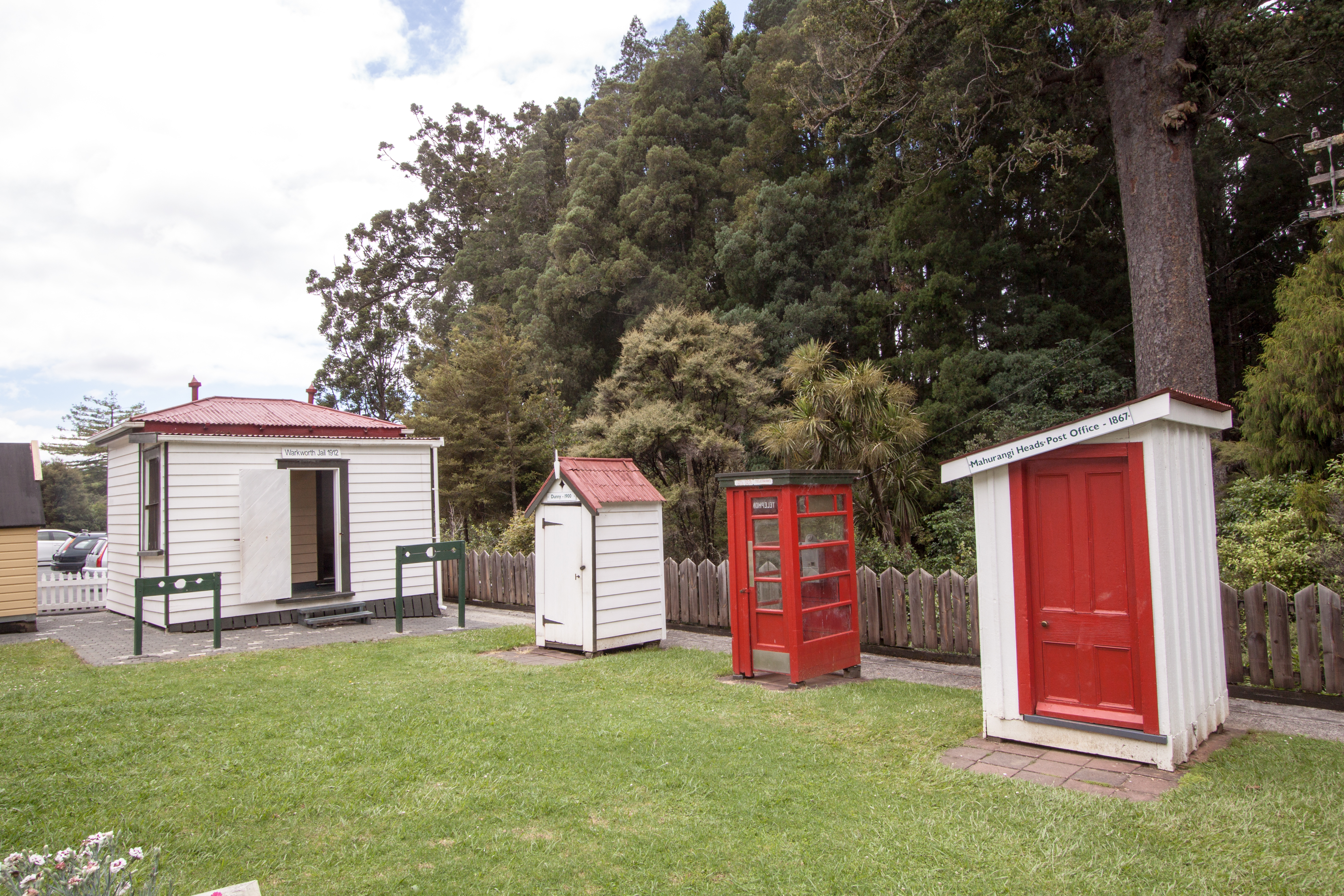
Szabadtéri kiállítás kalodával
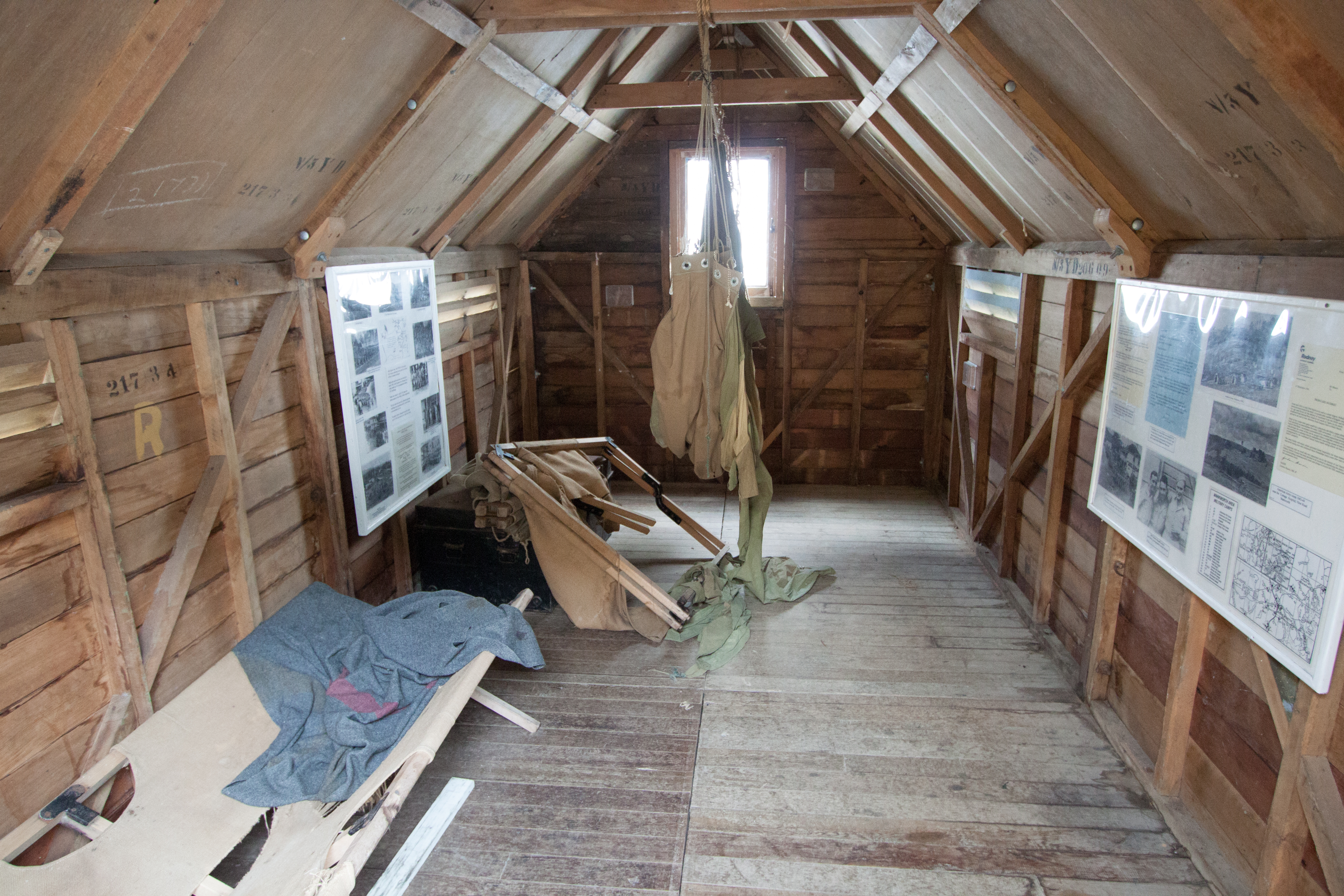
Amerikai barakkok belseje
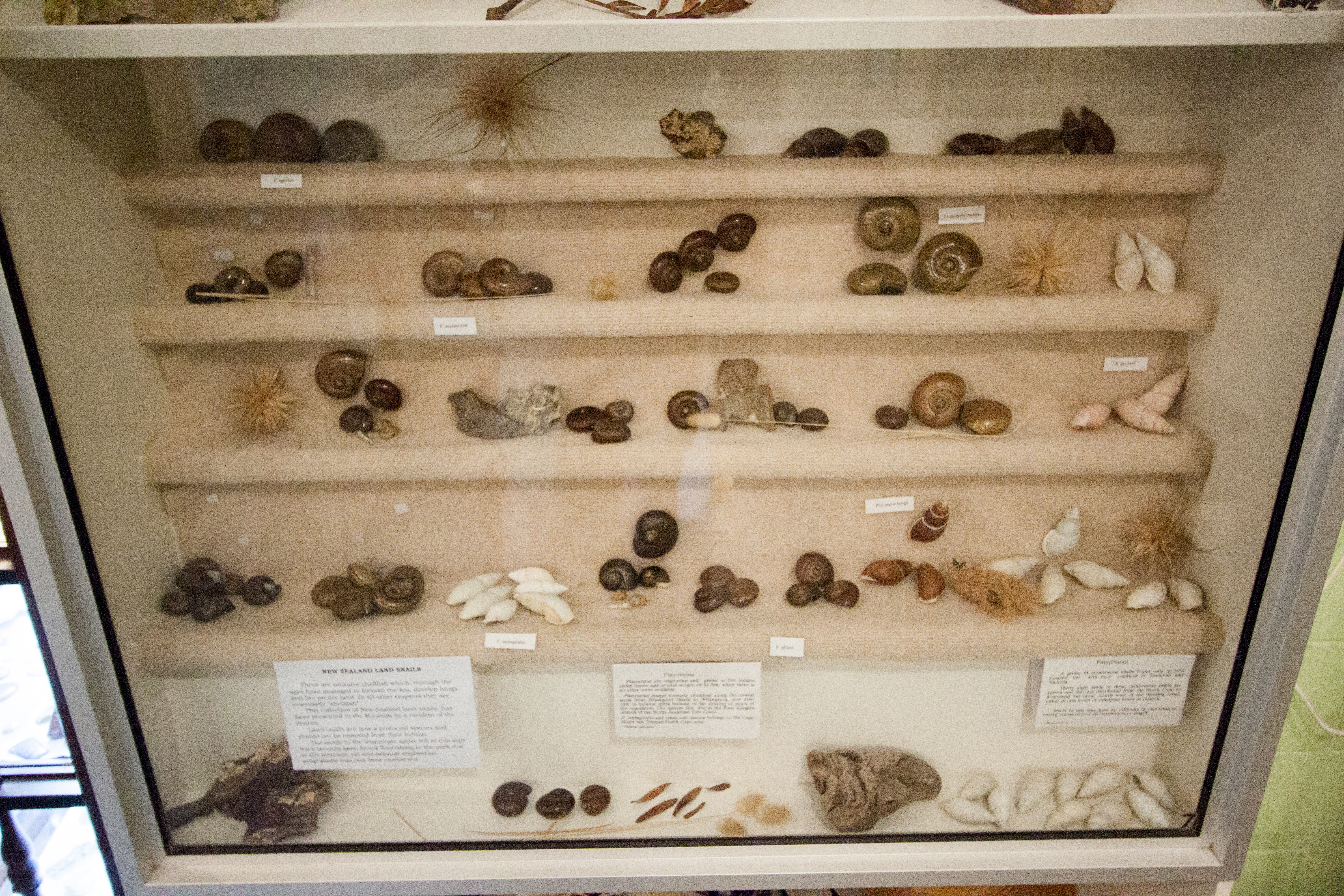
Endemikus csigák gyűjteménye
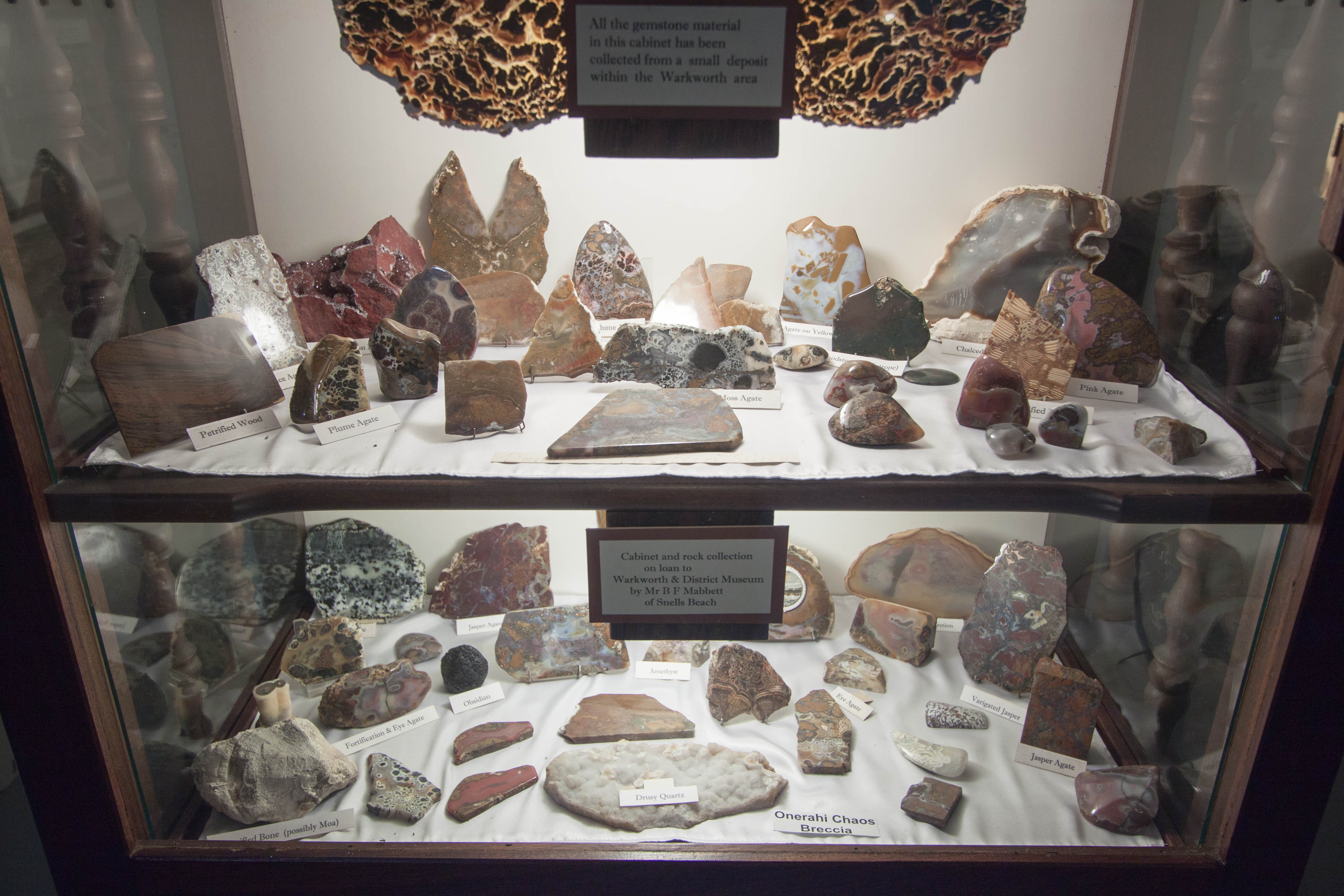
Ásványgyűjtemény
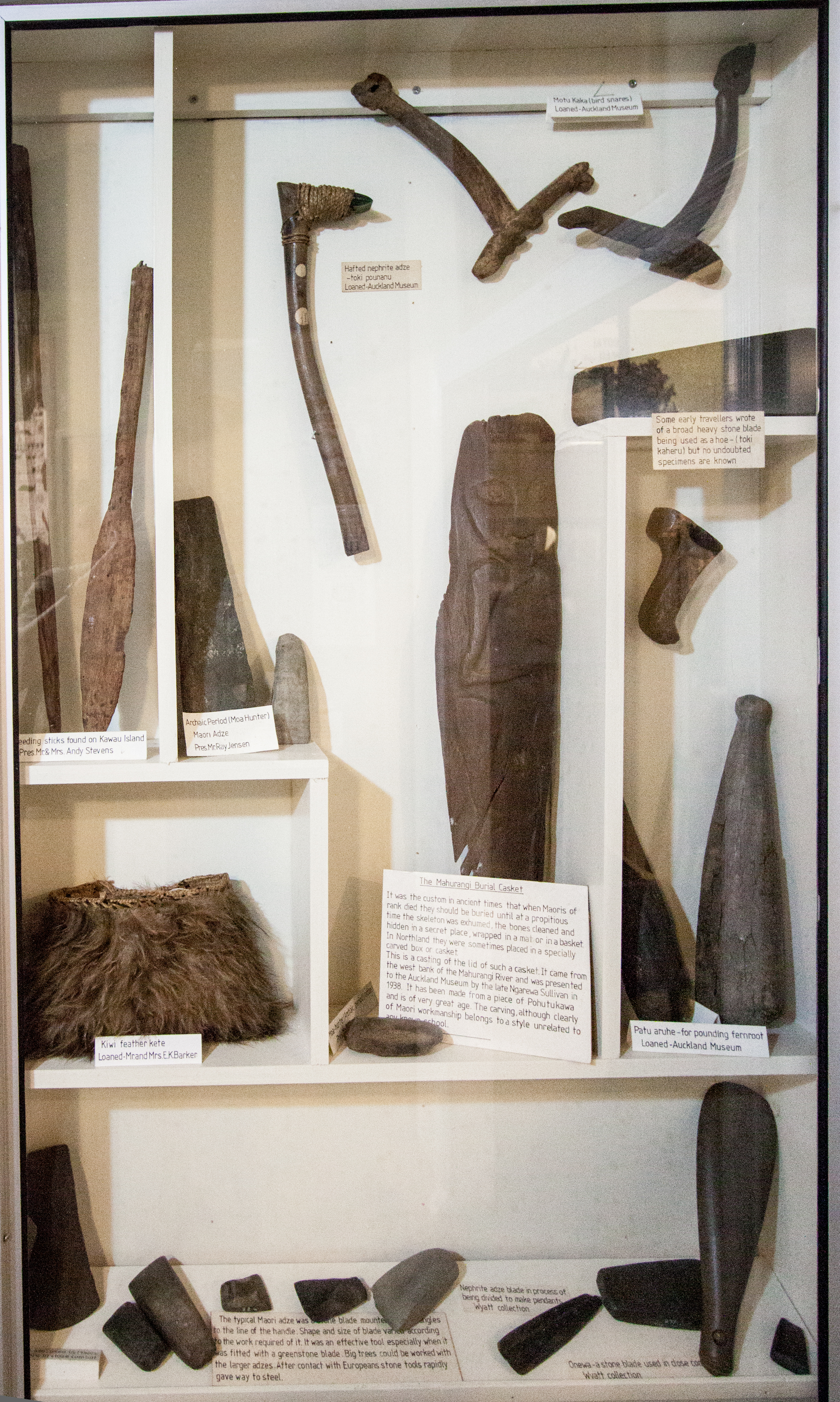
Maori szerszámok, fegyverek
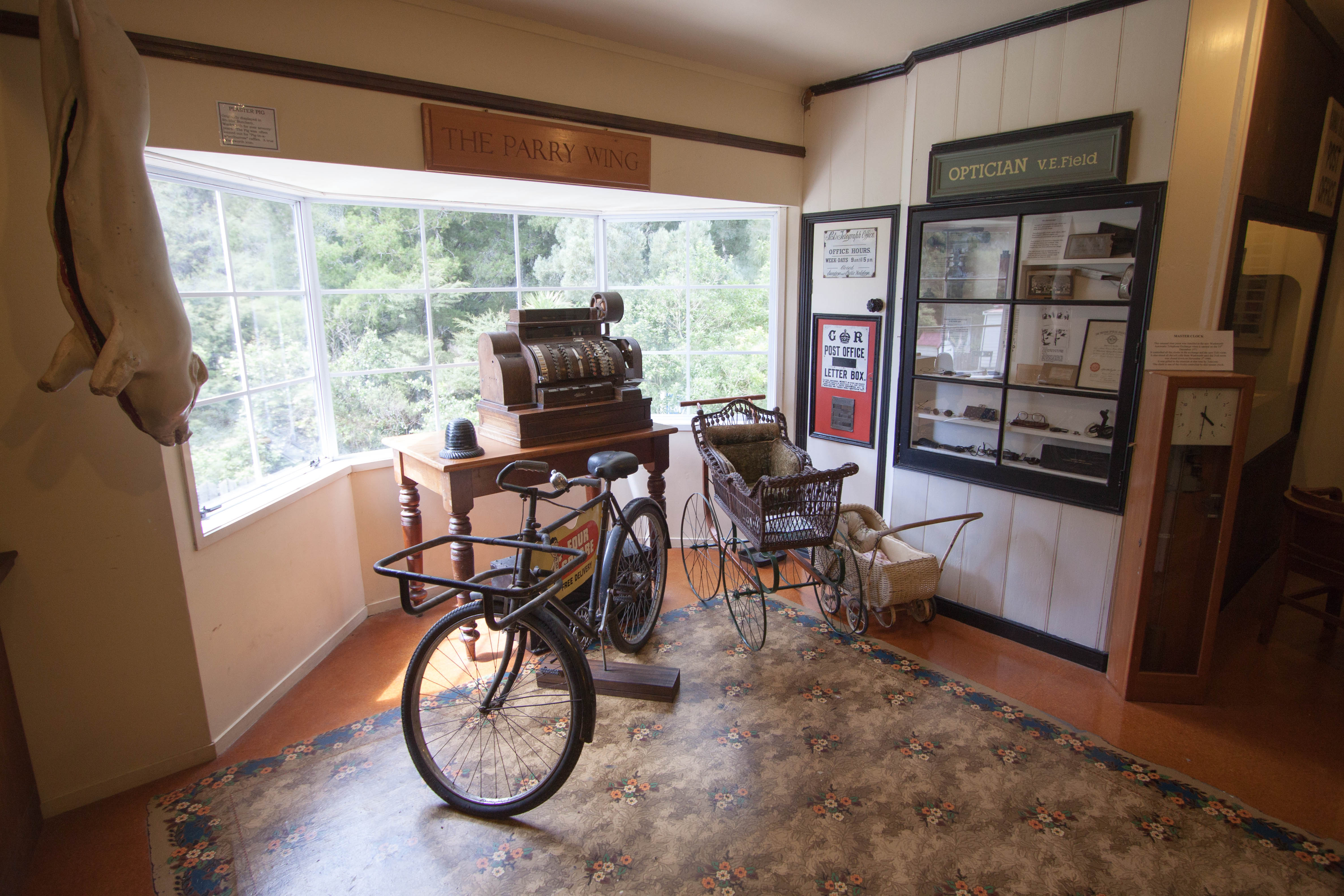
Belső kép

## Parry Kauri Park
A Warkworthtől néhány kilométerre délre elterülő nyolc és félhektáros őspark területe az európaiak letelepedésének kezdetén McKinney presbiteriánus lelkész tulajdonában volt, majd a Simpson család birtokába került. A parkban álló két hatalmas kauri ma az ő nevüket viseli, mivel már ők ragaszkodtak a megőrzésükhöz. 1965-ben a Tudor Collins hely lakos gyűjtést indított területe megvásárlására, amelyben a környék számos lakosa részt vett. Végül 2000 fontot fizettek a 600 illetve 800 évesre becsült két kaurifáért, és további 800 fontos az őspark területéért. A legjelentősebb adományozó Harry Parry volt: a köztulajdonban lévő park ma az ő nevét viseli, az oda vezető út pedig Tudor Collinsról kapta a nevét.
A parkban nagyrészt emelt, fapadozatos sétautak vannak a növények védelme érdekében. Számos őshonos új-zélandi növényfélét lehet itt megtekinteni, mint a kahikatea (Dacrícarpus dacry-dioides) fát, ezt a kétlaki fenyőfélét, amelynek fehér fájából annak idején vajtartó dobozokat készítettek. A nőivarú fákat ősszel piros bogyók díszítik. Megtalálható itt a ponga, vagy ezüstpáfrány (Cyathea dealbata), ami az új-zélandi sportolók egyik jelképe, és törekvések vannak arra, hogy ennek a növénynek stilizált képe szerepeljen majd az ország új címerében és zászlajában is. Gyakori a parkban a fiatal kaurik mellett a rimu (Dacrydium cupressinum). A mamaku (Cyathea medullaris), a fekete páfrány kibomló hajtásai gyakran inspirálták a maori fafaragókat sajátos díszítéseik megalkotásában. A totara (Podocarpus totara) faanyagát a maorik gyakran használták kenuk készítésére, valamint kerítésekhez is, mert tartós anyaguk sokáig ép maradt a földbe ásva is. A sokféle különleges növény között számos példánya él a parkban az egyetlen őshonos új-zélandi pálmafélének, a nikau-pálmának.

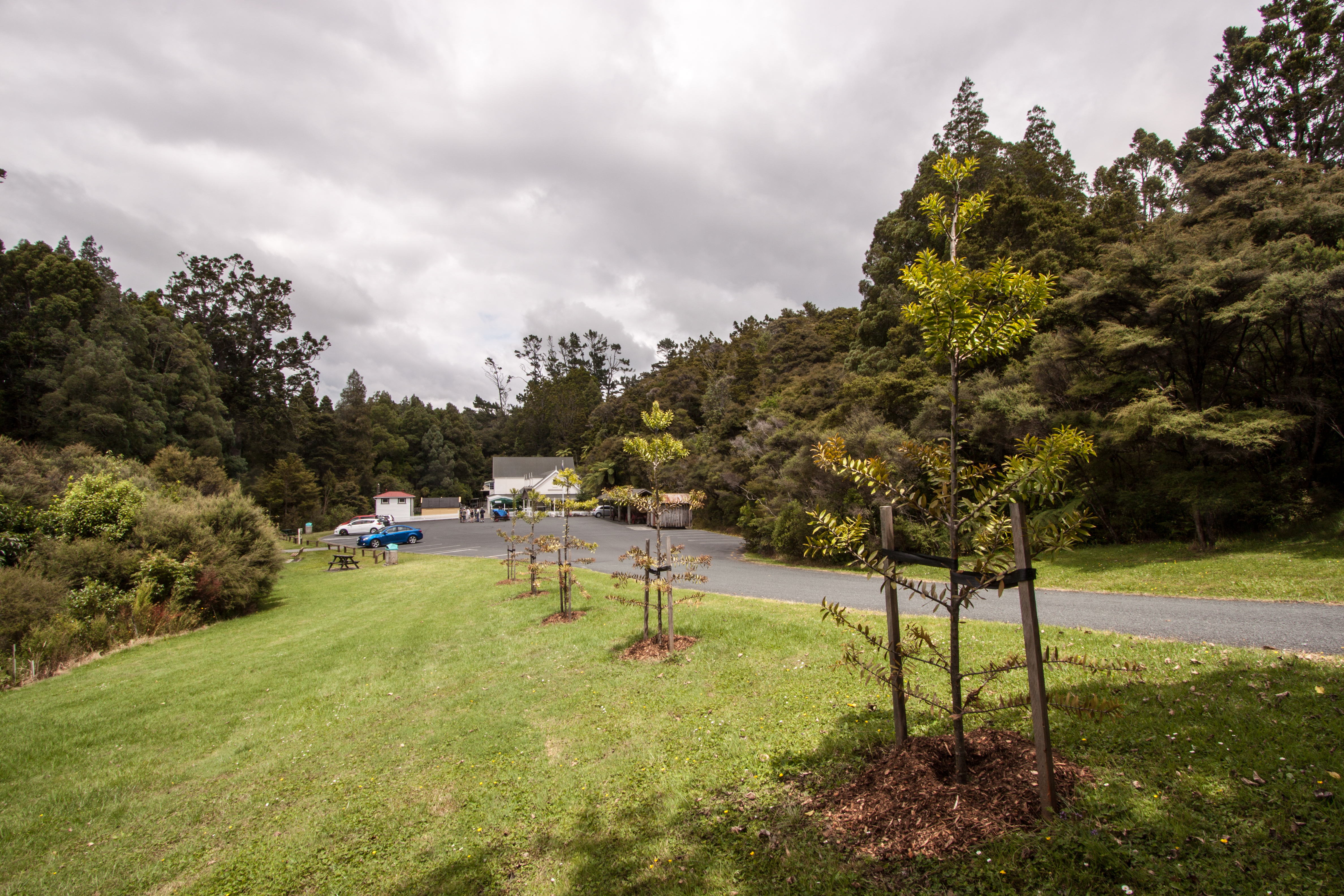
Út a múzeumhoz és a parkhoz, fiatal kaurifákkal
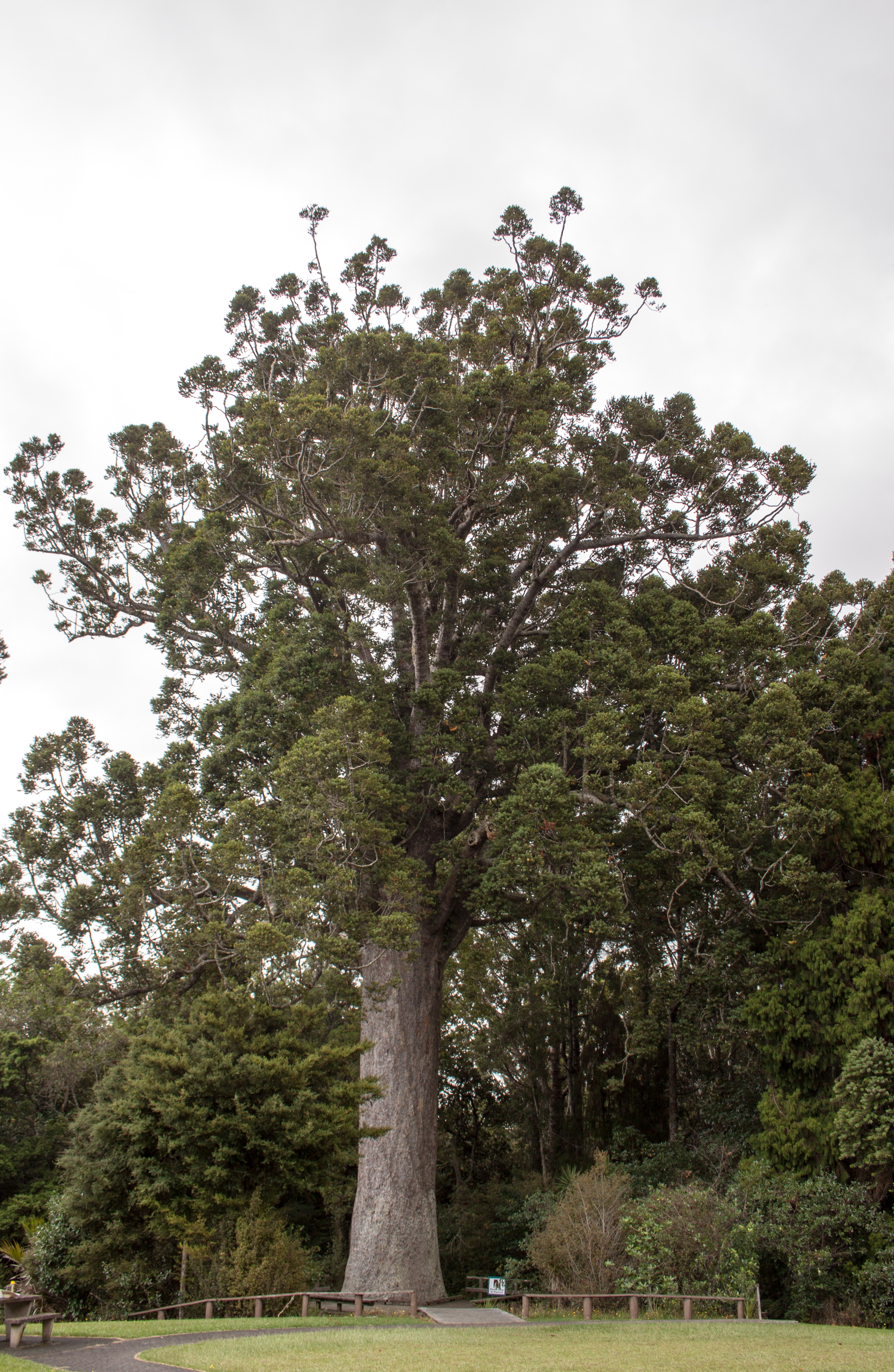
A 800 évesre becsült McKinney kauri
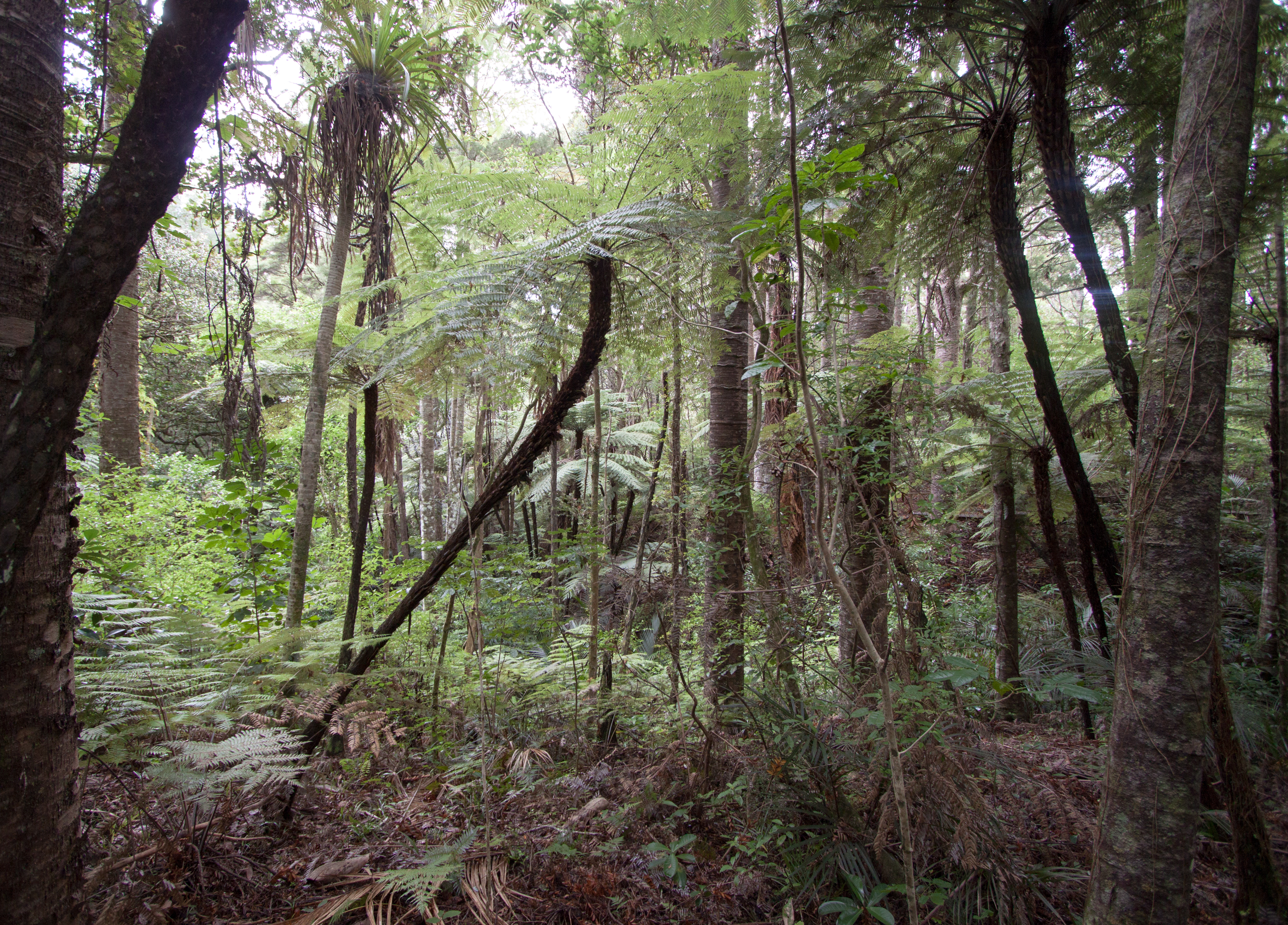
Páfrányfa
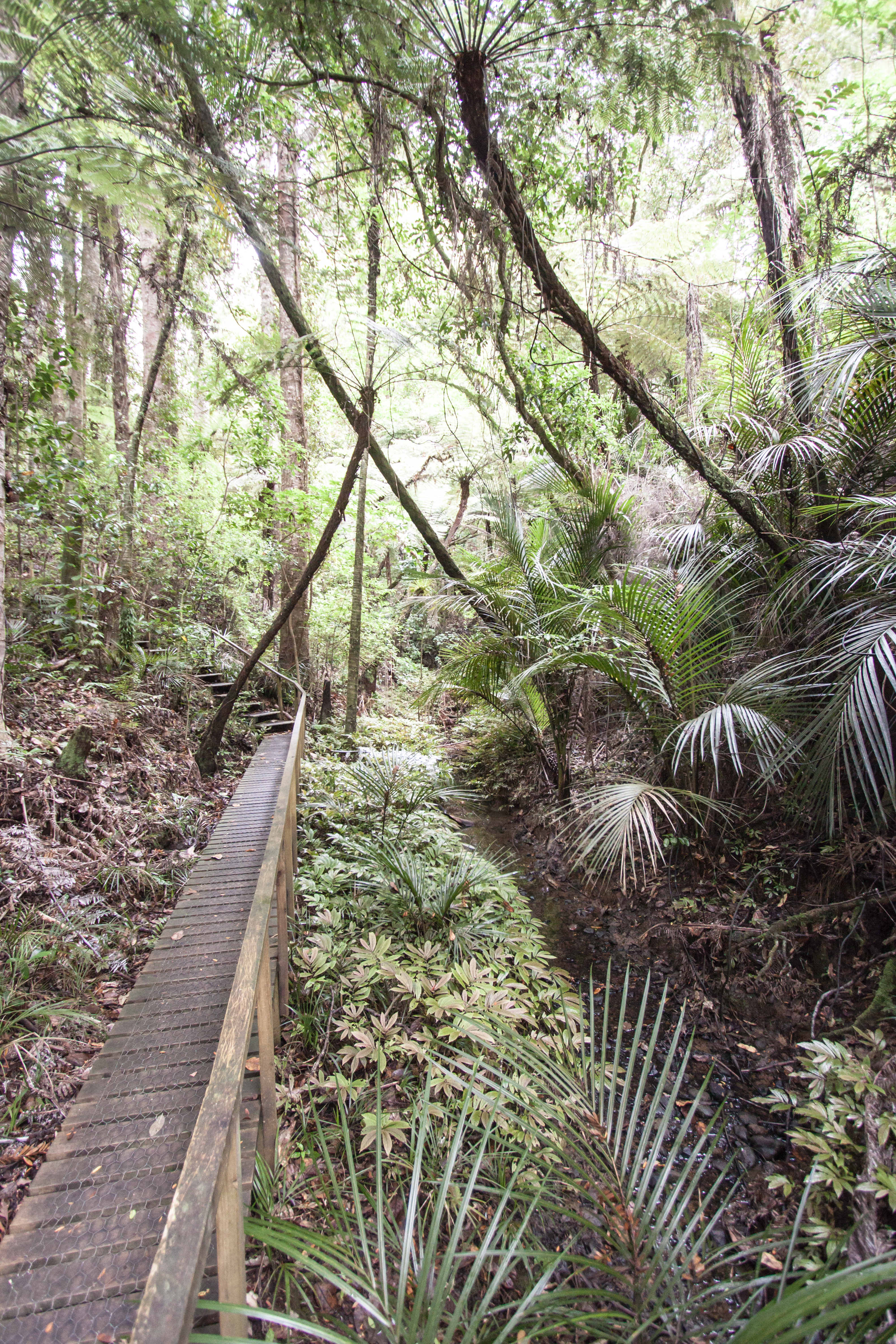
Sétaút az ősparkban
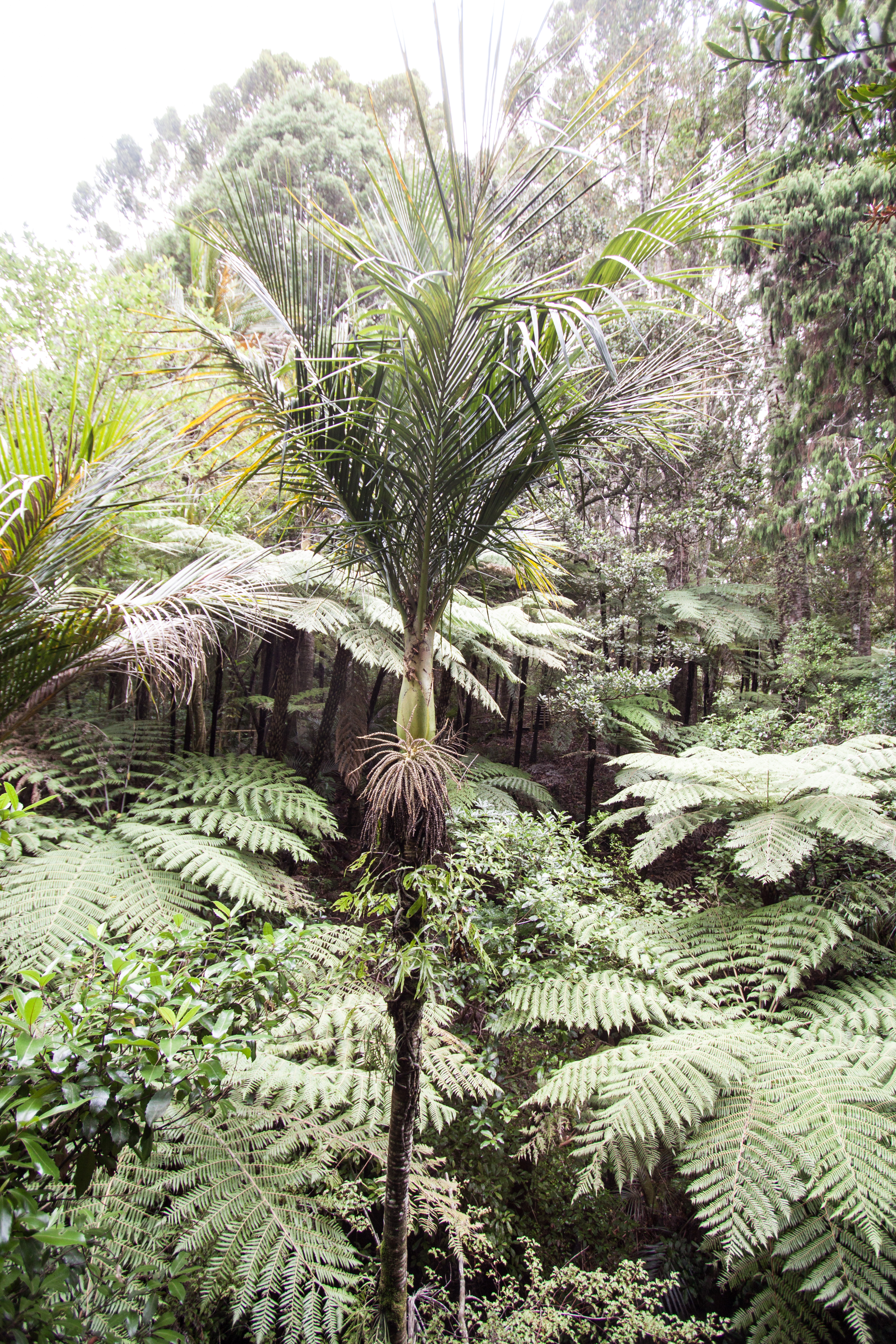
Nikau-pálma
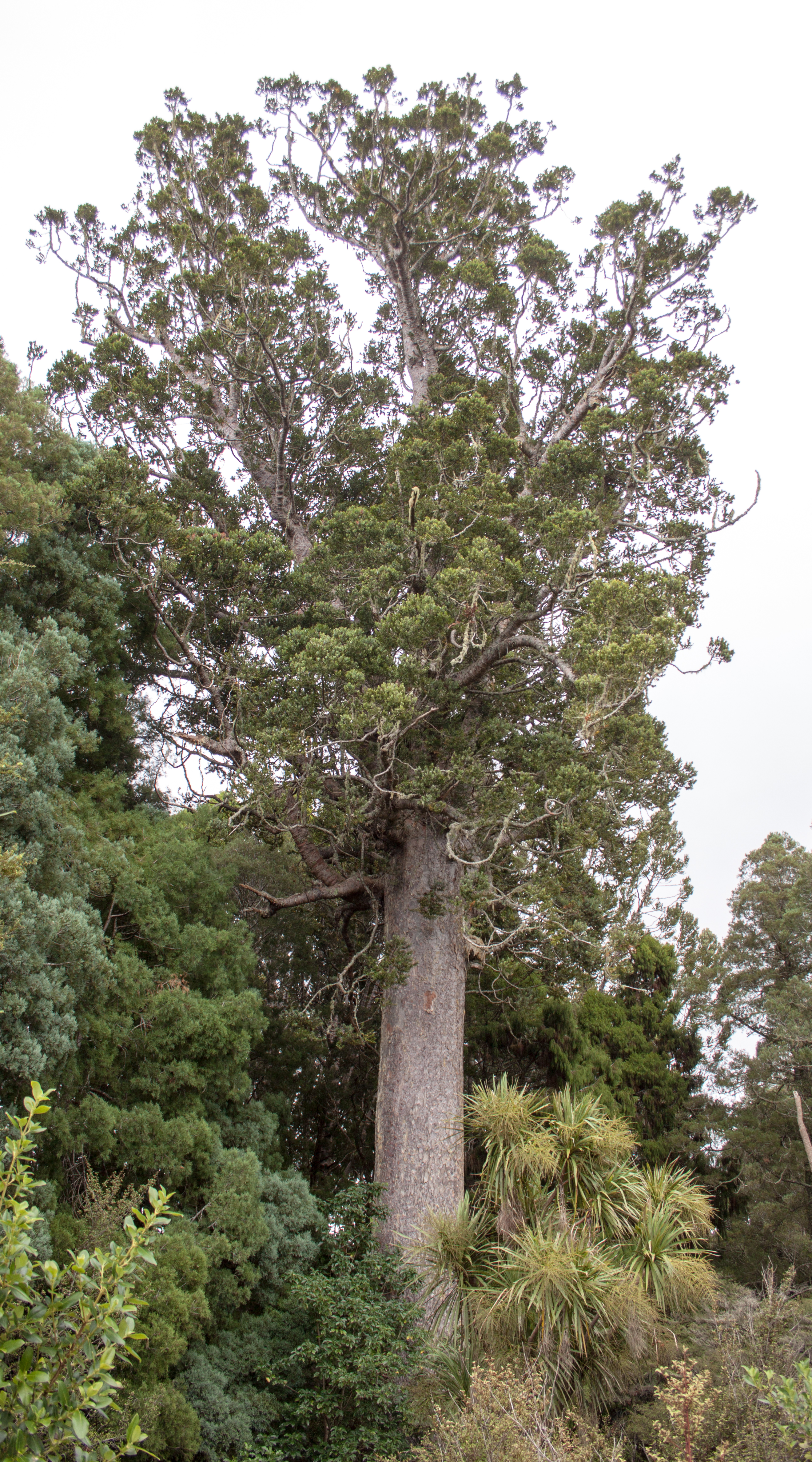
A 600 évesre becsült Simpson kauri

## Fordítás
Ez a szócikk részben vagy egészben a Warkworth, New Zealand című angol Wikipédia-szócikk ezen változatának fordításán alapul.  Az eredeti cikk szerkesztőit annak laptörténete sorolja fel. Ez a jelzés csupán a megfogalmazás eredetét és a szerzői jogokat jelzi, nem szolgál a cikkben szereplő információk forrásmegjelöléseként.